# بهن أباد (باقران)
بهن أباد (بالفارسية: بهن‌آباد) هي مستوطنة تقع في إيران في قسم باقران الريفي. يقدر عدد سكانها بـ 22 نسمة .